# Елизабет Шорт
Елизабет Шорт (29. јула 1924. - 14. или 15. јануара 1947), позната као "Црна Далиа", била је америчка жена која је пронађена убијена у кварту Лаимерт Парк у Лос Анђелесу, Калифорнији. Њен случај је постао веома познат јавности због графичке природе злочина, у који је било укључено да је њен леш осакаћен и разрезан у струку.
Рођена у Бостону, Елизабет Шорт је провела детињство и младост у Медфорду, Масачусетсу и Флориди, пре него што се преселила у Калифорнију, где је живео њен отац. Сматра да је Шорт покушавала да постане глумица, иако за време свог боравка у Лос Анђелесу није имала познате глумачке заслуге или посао. Након смрти ће стећи надимак Црна Далиа (након што је власница апотеке у Лонг Бичу, Калифорнији рекла новинарима да су је тако називале муштерије мушког пола), зато што су новине тог доба често давале називе нарочито језивим злочинима; овај надимак је можда настао као референца на мистериозно убиство из ноар филма, Плава Далиа, који је први пут приказан у априлу 1946. Након открића њеног тела 15. јануара 1947, полицијска управа Лос Анђелесa започела је опсежну истрагу у којој је било преко 150 осумњичених, али ниједно хапшење.
Нерешено убиство Црне Далие и детаљи око њега имали су трајну улогу у култури, генеришући разне теорије и јавне спекулације. Њен живот и смрт основа су бројних књига и филмова, а њено убиство се често наводи као једно од најпознатијих неразрешених убистава у америчкој историји, као и један од најстаријих нерешених случајева у округу Лос Анђелес. Историчари су такође приписали овај злочин као један од првих великих злочина у Америци после Другог светског рата који су привукли националну пажњу.

## Живот

### Детињство и младост
Елизабет Шорт рођена је 29. јула 1924. године у месту Хајд Парк у Бостону, Масачусетсу, као трећа од пет ћерки Клео и Фиби Меј Шорт (рођена Сојер). Око 1927. године, породица Шорт се преселила у Портланд, Мејн, пре него што се исте године настанила у Медфорду, Масачусетсу (предграђе Бостона). Овде је Елизабет одрасла и провела већи део свог живота. Њен отац је градио минијатурне голф терене све до пада берзе 1929. године, када је изгубио већину уштеђевине и породица се распала. 1930. године аутомобил њеног оца пронађен је напуштен на мосту у Чарлстауну и претпостављало се да је извршио самоубиство скоком у реку Чарлс. Верујући да је њен супруг преминуо, Елизабетина мајка преселила са својих пет кћери у мали стан у Медфорду и радила као књиговођа како би их издржавала.
Због бронхитиса и тешких напада астме, Елизабет Шорт је имала операцију плућа са 15 година, након чега су јој лекари предложили да се пребаци у блажу климу током зимских месеци како би спречила даље респираторне проблеме. Њена мајка ју је тада послала да зиме проведе у Мајамију на Флориди код породичних пријатеља. Током наредне три године, Елизабета је током зимских месеци живела на Флориди, а остатак године проводила је у Медфорду са мајком и сестрама. У својој другој години, Елизабета је напустила средњу школу Медфорд.

### Пресељење у Калифорнију
Крајем 1942. године, Фиби Меј Сојер добија писмо извињења од свог наводно преминулог супруга, у којем јој открива да је он у ствари жив и да је започео нови живот у Калифорнији. У децембру, са 18 година, Елизабет се сели у Ваљехо да живи са својим оцем, кога није видела од своје шесте година. У то време је радио у оближњем бродоградилишту Острва Мер у заливу Сан Франциско. Препирке између Шорт и њеног оца довеле су до њеног исељавања у јануару 1943. Убрзо након тога, она се запослила у кампу Кук (данас Ваздухопловна база Ванденберг), у близини Ломпока, живећи са неколико пријатеља и накратко с ваздухопловним војним наредником, који ју је злостављао. Шорт напушта Ломпок средином 1943. и сели се у Санта Барбару, где је ухапшена 23. септембра 1943, због малолетничког конзумирања алкохола у локалном бару. Власти су је послале назад у Медфорд, али она се уместо тога вратила на Флориду, чинећи само повремене посете Масачусетсу.
Док је била на Флориди, Шорт је упознало мајора Метјуа Мајкла Гордона, одликованог официра ратног ваздухопловства у 2. ваздухопловној командној групи. Био је на обуци за распоређивање на операције у Кини, Бурми у Индији. Шорт је пријатељима рекла да је Гордон написао да јој предлаже брак, док се опорављао од повреде задобијене у авионској несрећи у Индији. Она је прихватила његову понуду, али Гордон је умро у другој авионској несрећи 10. августа 1945, мање од недељу дана пре него што се рат завршио предајом Јапана.
Преселила се у Лос Анђелес у јулу 1946, да посети поручника ваздухопловне војске Џозефа Гордона Фиклинга, кога је познавала са Флориде. Фиклинг је био стациониран у ваздухопловној бази Морнаричког резервата на Лонг Бичу. Шорт је провела последњих шест месеци свог живота у Јужној Калифорнији, углавном у области Лос Анђелеса; непосредно пред смрт, радила је као конобарица и изнајмљивала собу иза ноћног клуба Florentine Gardens (Флорентин Гарденс) на булевару Холивуд. Шорт је различите начине описивана и приказивана као амбициозна или "будућа" глумица. Према неким изворима, је у ствари имала тежње да буде филмска звезда, иако није имала познате глумачке послове или заслуге.

## Убиство

### Откриће
Јутра, 15. јануара 1947. године, пронађено је тело Елизабет Шорт пресечено на два дела на празном земљишту западе стране авеније Саут Нортон, у Леимерт Парку, у Лос Анђелесу. У то време крај је био у великој мери неразвијен. Бети Берсингер, локални становник, открила је тело око 10:00 часова, док је шетала са трогодишњом ћерком. Берсингер је у почетку мислила да је пронашла бачену лутку из излога. Када је схватила да је реч о лешу, пожурила је до оближње куће и телефоном назвала полицију.
Шорт-ино тешко осакаћено тело било је потпуно пресечено у струку, бледо беле коже због великог губитка крви. Медицински инспектори су утврдили да је била мртва десетак сати пре открића, прорачунали су да је време смрти било негде током вечери 14. јануара, или у ране јутарње сате 15. јануара. Тело је наиме било опрано од стране убице. Њено лице је било исечено од угла усана до ушију, стварајући ефекат познат као "Глазгов осмех". Имала је неколико посекотина на бедрима и грудима, где су јој одсечени цели делови ткива. Доња половина њеног тела се налазила удаљена пола метра од горње, а црева су била уредно савијена испод њене задњице. Леш је изгледао као да "позира", са рукама изнад главе, лактовима савијеним под правим углом, и раширеним ногама.
У близини тела детективи су пронашли отисак пете на земљи поред трагова гума, недалеко је пронађена и врећа која је садржала разводењу крв.

### Аутопсија и идентификација
Обдукцију Шортиног тела је 16. јануара 1947. извршио Фредерик Њубар, мртвозорник округа Лос Анђелес. Њубар-ов извештај о обдукцији тврдио је да је Шорт била висока 1,65 m, тежила је 52 килограма и имало светлоплаве очи, смеђу косу и лоше, труле зубе. Њени глежњеви, зглобови и врат су били прекривени траговима од везивања, као и "неправилна рана уз површински губитак ткива" на десној дојци. Њубар је такође приметио површинске ране на десној подлактици, левој надлактици и доњој левој страни груди.

## Инвестигација

### Истражни период
21. јануара 1947. особа која је тврдила да је Елизабетин убица позвала је канцеларију Џејмса Ричардсона, уредника испитивача, честитајући Ричардсону на новинарском извештавању о случају, изјавио је да планира на крају да дигне руку на самог себе, али не пре него што је допустио полицији да га даље истраже. Поред тога, позиватељ је рекао Ричардсону да "очекује неке сувенире Бет Шорт у пошти".
Дана 24. јануара, амерички радник поштанске службе открио је сумњиву коверту: Коверта је била упућена "истраживачком корпусу и другим органима реда из Лос Анђелеса" са појединачним речима које су биле изрезане и залепљене са исечака из новина; уз то, велика порука на коверти гласила је: "Ево Далиинх ствари, писмо ће уследити". У коверти су се налазиле Шортин извод из матичне књиге рођених, визиткарте, фотографије, имена исписана на папиру и адресар са именом Марк Хенсен. Пакет је пажљиво очишћен бензином, слично као и Далиино тело, због чега полиција сумња да је пакет директно послао њен убица.
Дана 14. марта пронађено је наизглед опроштајно писмо самоубице, затакнута у ципелу у гомили мушке одеће, бачену на доку поред океана, у подножју Бриз Авеније. У писму је писало: "Кога год занима: чекао сам да ме полиција ухвати за убиство Црне Далие, али нисам дочекао. Превише сам кукавица да бих се могао сам пријавити, тако да је ово најбоље решење. Није ми било помоћи. Извини, Мери. " Гомилу одеће први је видео надзорник на плажи, који је то откриће пријавио Џон Дилону, капетану спасилачке службе. Дилон је одмах обавестио капетана Л. Е. Кристенсена из полицијске станице западног Лос Анђелеса. Одећа је укључивала капут и панталоне од плавог твида, смеђу и белу кошуљу, бели шал, танке чарапе и мокасине за слободно вријеме, величине око осам. Одјећа није одала ништа о идентитету њиховог власника.
Полиција је убрзо прогласила Марка Хансена, власника адресара који је пронађен у пакету, осумњиченим. Хансен је био имућни власник локалног ноћног клуба и власник позоришта као и познаник  људи у чијем је дому Шорт боравила, а према неким изворима, је такође потврдио да су ташна и ципеле пронађене у уличици заправо Шортине. Ен Тот, Елизабетина пријатељица и цимерка, рекла је истражитељима да је Шорт недавно одбила Хансенова удварања, и предложила то полицији као мотив, али он је био ослобођен сумње у том случају. Поред Хансена, полицијска управа у Лос Анђелесу интервјуисала је преко 150 мушкараца током наредних недеља за које су веровали да су потенцијални осумњичени.
Неки од главних осумњичених који о којима се и даље дискутује као о потенцијалним убицама Црне Далие укључују и лекара по имену Валтер Бејли, кога је предложио бивши уредник Тајмс-а Лари Харниш, издавач Тајмс-а Норман Чендлер, за кога биограф Доналд Вулф тврди да је импрегнирао Шорт; Лезли Дилон, Џоузеф А. Думајз, Арти Лејн (тј. Џеф Конорс), Марк Хенсен, др. Францис Е. Свинеи, Орсон Велс, Џорџ Ходел, Ходелов пријатељ Фред Сектон, Роберт М., "Ред" Менлеи, Патрик С. О’Рајли и Џек Андерсон Вилсон.

### Порота и последице
До пролећа 1947. Шортино убиство је проглашено за застарели случај са неколико нових трагова. Наредник Финиес Браун, један од водећих детектива на овом случају, окривио је штампу за компромитовање истраге новинским испитивањем детаља и непровереним извештавањем. У септембру 1949. године сазвана је велика порота која је расправљала о неадекватностима у одељењу за убиства Лоc Анђелес полиције на основу њиховог неуспеха да реше бројна убиства - нарочито жена и деце - у последњих неколико година, а Црна Далиа је било једно од њих. Након велике пороте, извршена је даља истрага о краткој прошлости, а детективи су пратили њенo кретање између Масачусетса, Калифорније и Флориде, а такође су интервјуисали људе који су је познавали у Тексасу и Њу Орлеансу. Међутим, разговори нису пружили никакве корисне информације о убиству.

## Културно наследство
Дана 2. фебруара 1947., само две недеље након убиства Црне Далие, републички државни саборник Ц. Дон Филд подстакнут је случајем да донесе закон којим се позива на формирање регистра сексуалних преступника; држава Калифорнија постала би прва америчка држава која је регистрацију сексуалних преступника учинила обавезном.
Убиство Црне Далие описано је као један од најбруталнијих и културно најистрајнијих злочина у америчкој историји, а часопис Тајм је навео да је то један од најозлоглашенијих нерешених случајева на свету.
Живот и смрт Елизабет Шорт били су основа бројних књига и филмова, и фикционализираних и нефантастичних. Случај је био фокус четврте сезоне,13. епизоде Хантер-а, у којој су главни ликови, заједно с (измишљеним) ветераном, бившим полицијским детективом (којег глуми Лоренс Тирнеј), истраживали и извршили хапшење фиктивног осумњиченог у стварности. после 41 године. Овде је Елизабет Шорт глумила Џесика Нелсон. Међу најпознатијим измишљеним причама о Шортинојј смрти је роман Џејмса Елроја Црнa Далиа из 1987. године, који је поред убиства истражио "већа поља политике, криминала, корупције и параноје у послератном Лос Анђелесу" - културни критичар Дејвид М. Фајн. Елројев роман адаптиран је у истоименом филму режисера Брајана Де Палме из 2006. године: Кратку улогу играла је глумица Миа Кирснер. И Елројев роман и његова филмска адаптација имају мало везе са чињеницама случаја.
Црна Далиа је такође приказана у изразито фиктивним књигама Луције Арнез у телевизијском филму из 1975. "Ко је Црна Далиа? “. Као и 2011. у првој сезони серије Америчка хорор прича у епизоди под именом "Језива мала девојчица", како би се поново појавила 2018. у епизоди "Повратак у кућу убистава".